# In the Dark (singel Tiësto)
"In the Dark" − singel nagrany przez holenderskiego muzyka DJ-a Tiësto przy współpracy wokalnej Christiana Burnsa. Piosenka została nagrana oraz wydana w 2007 roku i pochodzi z albumu Elements of Life. Producentami singla byli Tiësto, Christian Burns oraz inny holenderski muzyk, D.J. Waakop Reijers-Fraaij.
Utwór został wydany najpierw w Holandii a następnie w ogólnej dystrybucji w Europie oraz Stanach Zjednoczonych. Najwyższą pozycje na listach przebojów utwór zdobył na krajowych listach Holandii oraz Finlandii.

## Pozycje na listach
| Chart (2007)                  | Peak position |
| ----------------------------- | ------------- |
| Holandia Singles Chart        | 2             |
| Belgia Singles Chart          | 27            |
| Finlandia Singles Chart       | 2             |
| Wielka Brytania Singles Chart | 133           |
| Holandia Mega Top 50          | 4             |
| Niemcy Singles Chart          | 14            |
| Polska Singles Chart          | 32            |